# Pat Cooksey
Pat Cooksey (* 1945 in Limerick, Irland) ist ein irischer Musiker. Cooksey wurde als Sohn eines Bergarbeiters geboren. Er lebt zurzeit in Nürnberg, zuvor wohnte er zwei Jahre in Altdorf bei Nürnberg.
Prägend für seinen Musikstil wurden die Begegnungen mit den späteren Dubliners-Mitgliedern Luke Kelly und Seán Cannon. Bekannt wurde der Singer-Songwriter durch seine Songs, die er unter anderem für die Dubliners und die Fureys schrieb. Zu seinen bekanntesten Liedern gehören The Sick Note (1969) und The Reason I Left Mullingar (1980). Heute werden seine Lieder von vielen Größen der irish Folk Musik gespielt, so auch von den Clancy Brothers und den Corries.

## Alben
- 2004: Live in Franken
- 2006: Words